# Иван Танев
Иван Николов Танев е български актьор. Занимава се предимно с озвучаване на филми и сериали. Най-известен е с работата си по „Далас“, „Касандра“, „Есперанса“, „Блясък“, „Военна прокуратура“, „Всички обичат Реймънд“, „Монк“ и „Декстър“, както и анимациите „Семейство Чипмънкс“, „Малкото пони“, „Веселите картофчовци“, „Супермен“, „Тазмания“ и „Спайдър-Мен: Анимационният сериал“.

## Произход и образование
Роден е на 15 август 1954 г. в град София. Негова майка е актрисата Атанаска Танева.
Завършил е актьорско майсторство за драматичен театър във ВИТИЗ „Кръстьо Сарафов“ в класа на професор Филип Филипов през 1979 г.

## Актьорска кариера
От 1980 до 1986 г. е в трупата на Драматично-куклен театър „Константин Величков“ в Пазарджик, а след това започва да играе в Нов драматичен театър „Сълза и смях“.
През 2002 г. получава номинация за наградата „Икар“ в категория „най-добра мъжка роля“ за пиесата „Оркестър Титаник“.

## Кариера на режисьор
През 2018 г. режисира комедийната пиеса „Щура любов“, а също и работи с извънстолични самодейни състави.

## Кариера на озвучаващ актьор
Танев се занимава с озвучаване на реклами, филми и сериали от 1989 г. Избират го за дублаж, докато се снима в детското предаване „В света на книгите“.
Един от първите му сериали е бразилският „Танцувай с мен“. Озвучава множество латиноамерикански филми, сред които „Три съдби“, „Касандра“, „Госпожа Съблазън“ и други. В повечето латиноамерикански сериали е поканен специално да озвучи ролите на Освалдо Риос.
През 2005 г. печели „Икар“ в категория „най-добър дублаж“ (тогава наричана „Златен глас“) за дублажа на „Наследството на Гулденбург“ и „Блясък“, за която е номиниран заедно с Борис Чернев за „Клонинг“ и „Фрейзър“, и Елена Русалиева за „Блясък“ и „Гувернантката“.
Танев е първият мъжки актьор, който е носител на Икар за дублаж.
След 2009 озвучава и редица турски сериали, сред които „Пътищата на съдбата“, „Опасни улици“, „Втори шанс“ и др.

## Личен живот
Женен е за актрисата Янина Кашева, с която имат двама сина. Единият е Виктор Танев, роден през 1983 г. и също като родителите си актьор, а другият е Николай, роден през 1992 г.

## Филмография
- „Баш майсторът на екскурзия“ (1979) – българинът-чейнчаджия в Будапеща
- „Баш майсторът фермер“ (1982) – Рафаело
- „Комбина“ (1982)
- „Глад за хляб“ (1985)
- „От другата страна на слънцето“ (1986)
- „Хищна птица“ (1995)